# Sinfonia Varsovia

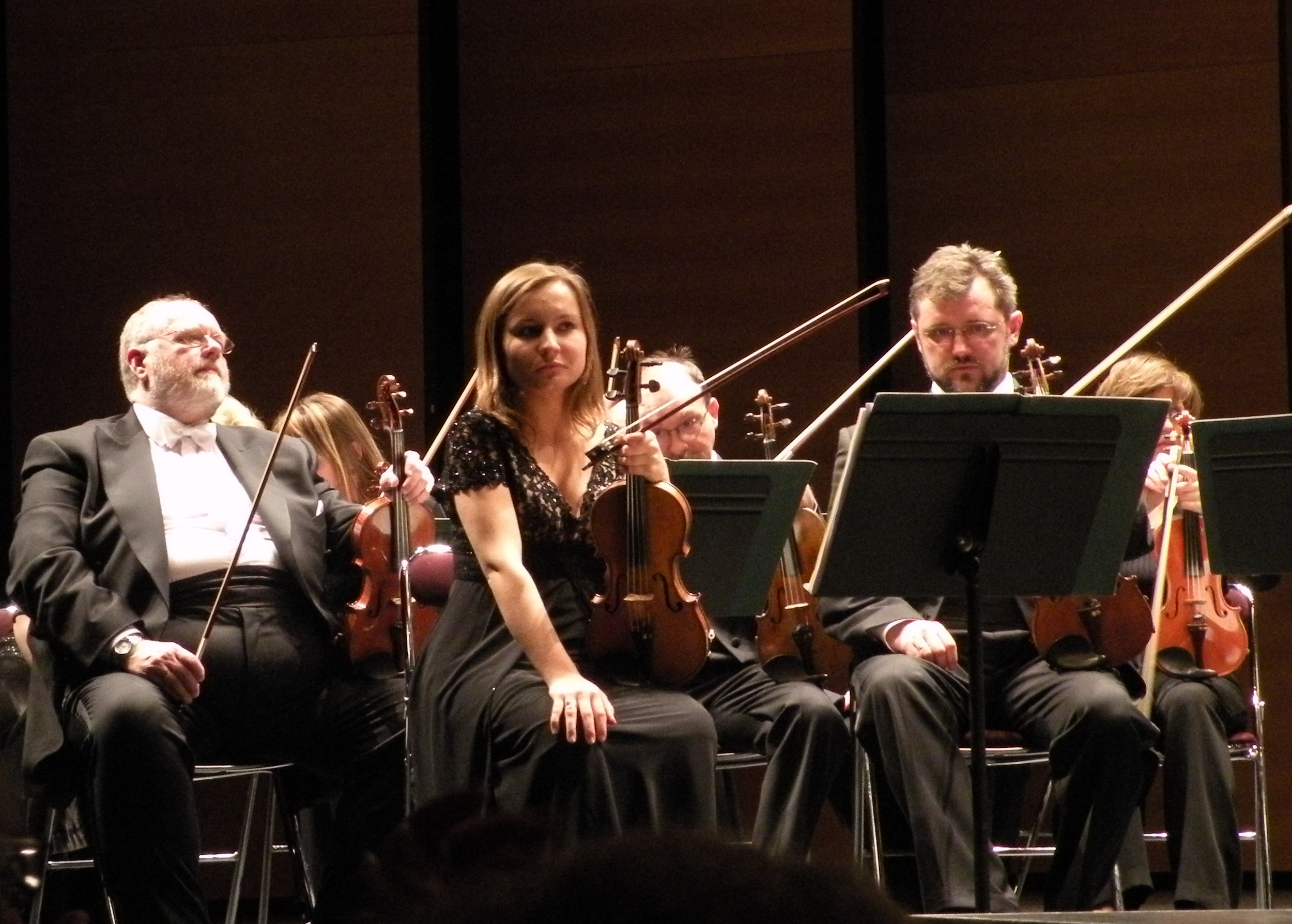
Sinfonia Varsovia, Nantes, 2009

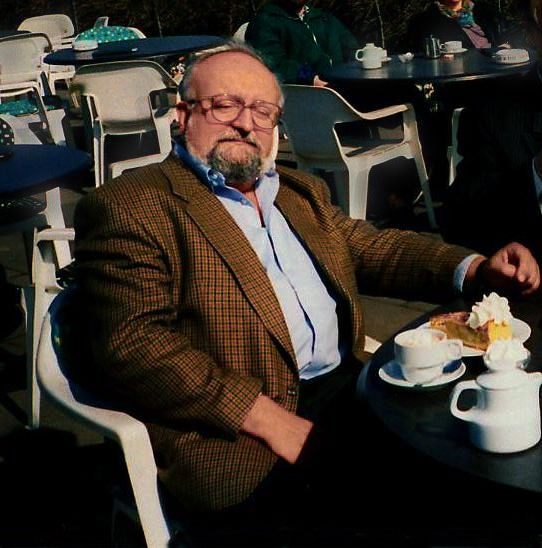
Krzysztof Penderecki, 1993

Sinfonia Varsovia ist ein polnisches Sinfonieorchester, das im April 1984 in Warschau gegründet wurde. 

## Geschichte
Vorläufer der Sinfonia Varsovia war das 1972 an der Warschauer Kammeroper von Jerzy Maksymiuk ins Leben gerufene Polnische Kammerorchester (polnisch Polska Orkiestra Kameralna). Auf Einladung des Kulturveranstalters Waldemar Dąbrowski und des Kammerorchester-Direktors Franciszek Wybrańczyk (1934–2006) kam 1984 Yehudi Menuhin nach Warschau, um mit dem Orchester einige Schallplatten aufzunehmen. Er vergrößerte das Orchester, das sich nun Sinfonia Varsovia nannte, und wurde erster ständiger Gastdirigent.
Von 1997 bis zu seinem Tod im März 2020 prägte der Komponist Krzysztof Penderecki als musikalischer (bis 2008) und künstlerischer Leiter (ab 2003) das Orchester. In den Jahren 2008 bis 2012 stand ihm der Dirigent Marc Minkowski als musikalischer Leiter zur Seite. Nachfolger von Orchester-Direktor Franciszek Wybrańczyk wurde 2004 Janusz Marynowski.
Von Anfang an musste das Orchester in gemieteten Räumen üben. Erst im April 2009, zum 25-jährigen Jubiläum erhielten die Musiker einen eigenen Sitz im 100 Jahre alten Gebäude der Veterinär-Fakultät der Warschauer Naturwissenschaftlichen Universität in der Grochowska-Straße 272.
Das Orchester ist fast ständig auf Reisen. Es gab Konzerte in Deutschland, Frankreich, Italien, Spanien, Österreich, Finnland, Portugal, Belgien, Holland, Großbritannien, Schweiz, Griechenland, Argentinien, Brasilien, Chile, Hongkong, Japan, Korea und Taiwan.
Mit dem Orchester traten berühmte Musiker auf, Solisten und Dirigenten wie Claudio Abbado, Salvatore Accardo, Maurice André, Martha Argerich, Yuri Bashmet, Teresa Berganza, José Carreras, Sarah Chang, José Cura, Plácido Domingo, Augustin Dumay, Charles Dutoit, Rafael Frühbeck de Burgos, Philippe Entremont, James Galway, Kiri Te Kanawa, Nigel Kennedy, Marcus Kretzer, Witold Lutosławski,  Mstislaw Rostropowitsch, Volker Schmidt-Gertenbach, Maxim Vengerov und Alexis Weissenberg.
Die Diskographie des Orchesters umfasst bisher rund 300 Tonträger (Stand 2021).